# 위키리더

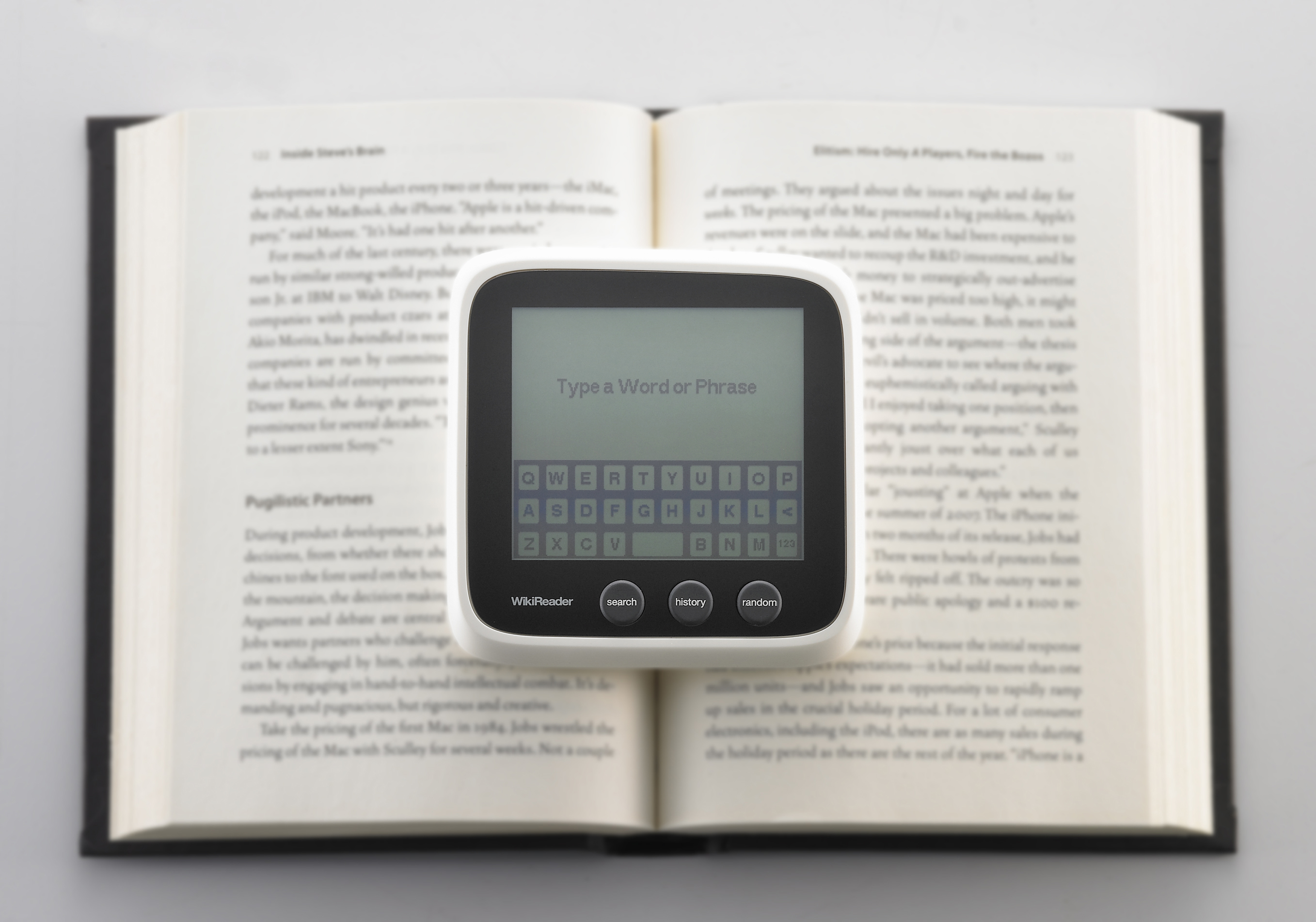

위키리더(WikiReader)는 모바일 장치에서 위키백과의 텍스트 전용 오프라인 버전을 제공하는 프로젝트였다. 이 프로젝트는 오픈모코(Openmoko)가 후원하고 팬디지털(Pandigital)이 제작했으며 소스 코드가 공개되었다.
이 프로젝트는 2009년 10월 위키백과용 오프라인 휴대용 리더를 선보였다. 온라인에서 여러 언어로 업데이트할 수 있었고 Micro SD 카드를 통해 제공되는 1년에 2번의 오프라인 업데이트 서비스도 연간 $29의 비용으로 사용할 수 있었다. 영어 위키백과, 위키인용, 위키낱말사전 및 프로젝트 구텐베르크의 위키리더 버전은 사용자 제공 16GB 마이크로 SDHC 메모리 카드에 함께 설치할 수 있다. 위키백과 자체와 달리 장치에는 자녀 보호 기능이 있다.
이 장치는 또한 포스 프로그래밍 언어로 작성된 프로그램을 실행할 수 있다. 간단한 계산기 프로그램이 포함되어 있다.
2014년 후반에 위키리더 웹사이트와 프로젝트 자체가 알 수 없는 이유로 종료되고 버려졌다. 기존 위키리더는 더 이상 데이터베이스 업데이트를 받지 않는다. 장치, 전문적으로 제작된 업데이트 및 자체 개발 업데이트는 2차 시장(예: 이베이 및 아마존)과 위키리더 서브레딧을 중심으로 하는 커뮤니티 활동에서 계속 사용할 수 있다.

## 같이 보기
- translatewiki.net